# 雷翁波德斯克恩宮

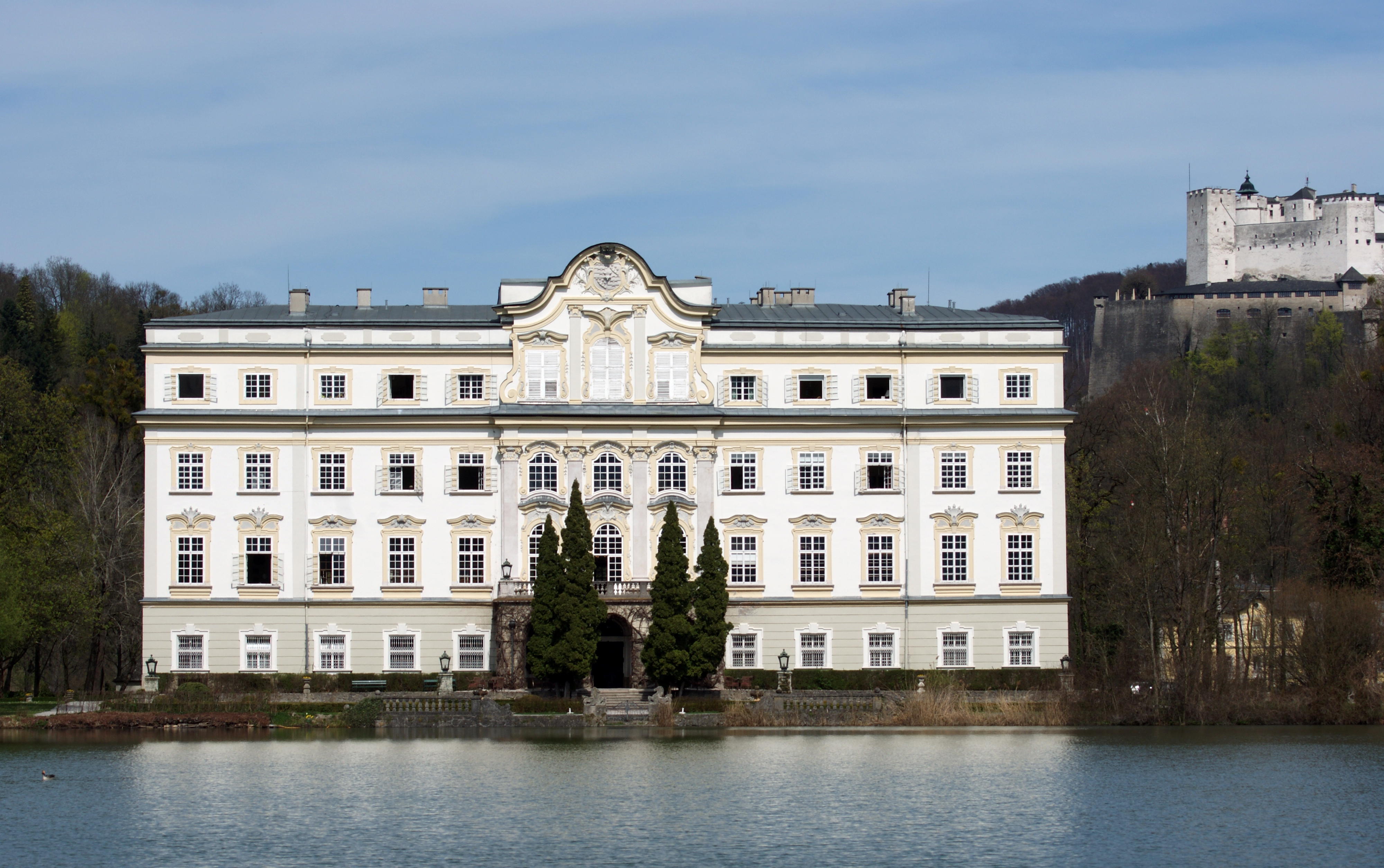

雷翁波德斯克恩宮（德語：Schloss Leopoldskron）是位於奧地利城市薩爾斯堡的一座洛可可式宮殿建築，也是奧地利的國家歷史紀念建築。自1947年以來，雷翁波德斯克恩宮是薩爾斯堡全球研討會的舉辦地。宮殿始建於1736年。